# Nimo
Nimo, Nimoo ou Nimmu é uma aldeia do Ladaque, noroeste da Índia, no Território da União do Ladaque, distrito de Lé e tehsil de Lé. Em 2011 tinha 1 134 habitantes, 50,9% do sexo masculino e 49,1% do sexo feminino. A taxa de analfabetismo era 29% para os homens e 42% para as mulheres.
Situa-se a cerca de 3 150 metros de altitude, na margem direita (norte) do rio Indo, alguns quilómetros a norte da confluência do rio Zanskar com o Indo, cerca de 8 km a sudeste de Basgo e 30 km a oeste de Lé pela estrada estrada Serinagar–Lé. Tem alguma atividade turística, sobretudo ligada à prática de rafting nos rios Indo e Zanskar.